# César Oseguera
César Oseguera (Tierra Blanca, Honduras, 20 de julio de 1990) es un futbolista hondureño, que juega de lateral izquierdo y también puede hacerlo como defensa central. Su equipo actual es el C.D Social Sol de la Liga de Ascenso de Honduras.

## Trayectoria

### Real España
Debutó en 2008 de manera profesional con Real España, bajo dirección técnica del argentino Mario Zanabria y en el Apertura 2010 se coronó Campeón de Fútbol Hondureño de la mano de este mismo.

### Atlético Choloma
Posteriormente, en 2011 fue cedido a préstamo por un año al recién ascendido Atlético Choloma, con el cual jugó los torneos Apertura 2011 y Clausura 2012.

### Motagua
En 2012, por pedido de José Treviño, es fichado por el Motagua por un periodo de cuatro años. En el cuadro azul ha tenido buenas actuaciones, lo que lo ha llevado a ser uno de los mejores jugadores del equipo en la actualidad.

### Regreso a Real España
El 12 de enero de 2016 se anunció su regreso a Real España, luego de haber sido despedido de Motagua por decisiones técnicas.

## Selección nacional
Ha participado con la Selección de fútbol de Honduras en torneos juveniles como la Copa Mundial de Fútbol Sub-17 de 2007 donde jugó el partido ante Siria.

### Participaciones en Copas del Mundo
| Copa                   | Sede          | Resultado      | Partidos | Goles |
| ---------------------- | ------------- | -------------- | -------- | ----- |
| Mundial Sub-17 de 2007 | Corea del Sur | Fase de grupos | 1        | 0     |

## Clubes
| Club                      | País     | Año             |
| ------------------------- | -------- | --------------- |
| Real España               | Honduras | 2008 - 2011     |
| Atlético Choloma (cesión) | Honduras | 2011 - 2012     |
| Motagua                   | Honduras | 2012 - 2015     |
| Real España               | Honduras | 2016 - 2018     |
| Platense                  | Honduras | 2019 - 2021     |
| Social Sol                | Honduras | 2021 - 2022     |
| Real Sociedad             | Honduras | 2023 - Presente |

## Palmarés

### Campeonatos nacionales
| Título          | Club        | País     | Año  |
| --------------- | ----------- | -------- | ---- |
| Torneo Apertura | Real España | Honduras | 2010 |
| Torneo Apertura | Motagua     | Honduras | 2014 |
| Torneo Apertura | Real España | Honduras | 2017 |

### Campeonatos internacionales
| Título               | Club                  | País   | Año  |
| -------------------- | --------------------- | ------ | ---- |
| Copa Centroamericana | Selección de Honduras | Panamá | 2017 |